# Переплётчиковы
Переплётчиковы — династия нижегородских купцов XVII — XIX века.

## Происхождение
Переплётчиковы — выходцы из нижегородских посадских людей.

## Предпринимательская деятельность
В XVII — XVIII семья торговала солодом. Постепенно Переплётчиковы расширяли сферу деятельности: занимались перевозкой соли, торговлей рыбой, бочками, рогожными мешками и вёслами, основали канатовязальный завод, владели доходными домами в Нижнем Новгороде.

## Генеалогия
- Переплётчиков, Тихон (?—?) — посадский человек Нижнего Новгорода.
  - Переплётчиков, Пётр Тихонович (?—?) — купец 2-й гильдии (1787), торговец солодом, рыбой, перевозчик соли, нижегородский бургомистр (1780), в 1787 году основал канатовязальный завод, в 1810 году — серно-купоросный завод близ Елатьмы. Жена — Оловяшникова, Елизавета Афанасьевна.
    - Переплётчиков, Фёдор Петрович (1779—1845) — купец 2-й гильдии, владелец канатовязального завода, неоднократно избирался гласным Нижегородской городской думы, городской голова Нижнего Новгорода в 1816—1818, 1825—1827 и 1834—1836 годах, способствовал переводу в город Макарьевской ярмарки, благотворитель. Жена — Переплётчикова, Прасковья Феофановна.
- Переплётчиков, Никон (?—?) — посадский человек Нижнего Новгорода.
  - Перелётчиков, Даниил Никонович (?—?) — купец, торговец солодом.
    - Переплётчиков, Фёдор Данилович (?—?) — купец 3-й гильдии, торговец солодом, ларёчный Нижегородской соляной конторы в конце 1730-х — начале 1740-х годов, ратман Нижегородского магистрата (1762).
    - Переплётчиков, Алексей Данилович (?—?)
    - Переплётчиков, Иван Данилович (?—?)